# Messier 27
Messier 27 (M27 ili NGC 6853), također Maglica Bućica, je planetna maglica u zviježđu Lisici. Maglicu je otkrio Charles Messier 12. srpnja 1764. godine, te ju opisao kao ovalnu maglicu bez zvijezda.

## Svojstva
M27 je oblak plina koji je ispustila umiruća zvijezda masom slična Suncu. Maglica vjerojatno ima za planetne maglice karakterističan oblik prstena koji je nama nevidljiv. Razlog tome je se iz naše perspektive vidi ekvatorska ravnina maglice.
Maglica se od nas nalazi na udaljenosti između 490 i 3.500 gs. Trenutno je prihvaćena udaljenost od 1360 gs. Maglica ima prividne dimenzije od 8' u dužini i 5,6' u širini. Na toj udaljenosti to odgovara stvarnim dimnezija od 3'x2' gs.
Starost maglice M27 procijenjena je na 3.000 do 4.000 godina s gornjom granicom od 14.600 godina. Brzina širenja plina je 31 km/s. Prema brzini širenja plina starost maglice izračunata je na oko 10.700 godina.
Središnja zvijezda M27 je bijeli patuljak s prividnim sjajem od +13.5 magnituda. Temperatura bijelog patuljka je 85.000 K, njegova masa je 0,56 Sunčevih masa. Polumjer ovog bijelog patuljka je 3 puta veći od polumjera Zemlje. Prosječan polumjer bijelih patuljaka je jednak polumjeru Zemlje. 
Prividni sjaj maglice magnitude je + 7,5. Stvarni sjaj maglice je oko 150 puta veći od sjaja Sunca. Većina svjetlosti je emitirana u samo jednoj spektralnoj liniji s valnom duljinom od 500,7 nm. Spektralna linija od 500,7 nm je izražena kod svih planetnih maglica.

## Amaterska promatranja
M27 je moguće uočiti u dalekozoru veličine 10x50 pa nadalje. Unatoč velikom prividnom sjaju, maglica je mala pa je potrebno više povećanja za uočiti detalje. U teleskopima se bez problema može uočiti središnje tijelo maglice u obliku pojedene jabuke. U većem teleskopu može se uočiti vanjska ovojnica maglice. Kroz 200 mm teleskop s UHC filterom maglica izgleda kao na fotografiji Filipa Lolića.

## Vanjske poveznice
- (engl.) SEDS: NGC 6853
- (engl.) Hartmut Frommert: Revidirani Novi opći katalog
- (engl.) Izvangalaktička baza podataka NASA-e i IPAC-a
- (engl.) Astronomska baza podataka SIMBAD
- (engl.) VizieR
- (engl.) Auke Slotegraaf: NGC 6853 Deep Sky Observer's Companion
- (engl.) Courtney Seligman: Objekti Novog općeg kataloga: NGC 6850 - 6899

- Filip Lolić